# Lil' Kim
Kimberly Denise Jones (Brooklyn, Nueva York; 11 de julio de 1976), conocida artísticamente como Lil' Kim, es una rapera, modelo, compositora y actriz estadounidense que consiguió gran éxito a mediados de la década de 1990, llegando a ganar un Grammy por el remix del tema «Lady Marmalade». Comenzó su carrera dentro del grupo Junior M.A.F.I.A, bajo el amparo del mítico Notorious B.I.G.. Es una de las seis raperas que ha llegado al número uno en los Estados Unidos. Tiene ventas estimadas en 20 millones de álbumes mundialmente con cinco discos de platino en los Estados Unidos y 2 discos de oro uno en los Estados Unidos y uno en Canadá. En 2004 se interpretó a sí misma en el videojuego Def Jam: Fight for NY. En 2005 cumplió una condena de 10 meses en prisión.
Kim ha ganado varios reconocimientos por su trabajos. Sus trabajos discográficos como "No Time", "Big Momma Thang" y "Ladie Night" fueron enumerados en las "50 mejores canciones de rap por mujeres" de la revista Complex, en el número 24, 13 y 7 respectivamente. También apareció en la lista de VH1 de las "100 grandes mujeres de la música" en el número 45, la segunda posición más alta para una artista de hip-hop femenina solista solo detrás de Missy Elliott.
Considerada como la "reina del rap" por su gran aporte a las mujeres en género, siendo la primera rapera en tocar temas como la sexualidad al nivel explícito, joyas, armas, poder y cosas materiales. Además, su imagen se ha hecho un referente a lo que son las raperas en el día de hoy. Kim se caracterizaba por ser la primera y en aquel entonces única rapera en llevar pelucas coloridas, trajes extravagantes y muy provocativa.

## Carrera musical

### Comienzos yJunior M.A.F.I.A.
Kimberly Jones nació y creció en Brooklyn. Con nueve años sus padres se divorciaron, quedándose a vivir sola con su padre. La relación entre padre e hija no era muy buena, y tomó fin tras una agresión física por parte de su padre. Se vio obligada a vivir en la calle, donde conoció a Christopher Wallace, más tarde conocido como The Notorious B.I.G., siendo este una de las grandes figuras en su vida personal y profesional.
A finales de 1994 The Notorious B.I.G. decidió formar un grupo con base en Brooklyn llamado Junior M.A.F.I.A., donde estaba incluida Jones (bajo los alias de "Big Momma" o "The Lieutenant"). El primer y único álbum de la formación fue Conspiracy. Con el sencillo «Player's Anthem» consiguieron llegar a lo más alto de algunas listas de hip-hop. El siguiente sencillo junto a Aaliyah, «I Need You Tonight», y «Get Money» consiguieron el disco de oro y con ellos entraron al Top 20 de las listas de ventas. El álbum alcanzó el número 8 del Billboard 200.
Después de un año con Junior M.A.F.I.A. decidió emprender su carrera en solitario grabando su álbum debut. Hard Core fue lanzado el 12 de noviembre de 1996.

### Hard Core
El primer álbum después de su separación con Junior M.A.F.I.A fue Hard Core, el cual contenía canciones con temas eróticos y fue durante un tiempo el álbum de una rapera en vender más copias. Salió a la venta por noviembre de 1996. El disco recibió la calificación de triple platino. En él colaboran gente como Jermaine Dupri, Jay-Z o Missy Elliot. Fueron sacados tres sencillos para la ocasión. El primero fue "No Time", que contó con la participación del omnipresente Puff Daddy y salió el 29 de octubre de ese año y recibió la calificación de platino. "Crush on You" fue el siguiente sencillo, lanzado en enero de 1997. El tercer sencillo, "Not Tonight (Ladies Night Remix)", contó con unas notables colaboraciones femeninas por parte de Da Brat, Lisa Lopes, Missy Elliot y Angie Martínez. Rápidamente la canción se hizo un éxito y obtuvo importantes reconocimientos.

### The Notorious K.I.M.
Tras la muerte de Notorious B.I.G., Lil' Kim lanza su segundo material titulado The Notorious K.I.M. (en referencia a Biggie). El disco salió a la luz el 27 de junio de 2000. Apareció con muchísima fuerza y en la primera vendió unas 457.000 de copias y lleva casi seis millones de copias vendidas, convirtiéndose de este modo en su segundo álbum más vendido hasta la fecha. Dos sencillos fueron sacados, el primero fue "How Many Licks?", con el cantante de Dru Hill, Sisqó; el segundo fue "No Matter What They Say", que fue el tema elegido para el programa Lil Kim: Countdown to Lockdown.
En 2001, Kim colaboró con Christina Aguilera, Mýa y Pink para la banda sonora de la película Moulin Rouge!, Lady Marmalade (el cual ganó un Grammy Award y varios premios más entre ellos los MTV Video Awards). El tema fue producido por Missy Elliott y Rockwilder, es hasta la fecha el sencillo más internacional de su carrera.
En este mismo año, Kim también colabora con Phil Collins con el tema In the air tonight.

### La Bella Mafia
El tercer álbum de Lil' Kim, La Bella Mafia está inspirado en la película La Bella Mafia en donde las mujeres de la mafia, tras la muerte de sus maridos, asumen el control del negocio. Salió a la venta el 4 de marzo de 2003. En su primera semana vendió 166,000 copias, para al final acabar vendiendo más de cuatro millones de copias en todo el mundo. El primer sencillo, "The Jump Off", con la participación de Mr. Cheeks, alcanzó posiciones aceptables en las listas y se hizo de notar en las radios. El sencillo siguiente, "Magic Stick", en colaboración con 50 Cent, llegó a la segunda posición en la lista de los Estados Unidos siendo de este modo un éxito sin precedentes para Kim. Se tenía previsto grabar un video para la canción pero los problemas entre Kim y Cent provocaron que este no se realizara.

### The Naked Truth
El 27 de septiembre de 2005 salió a la venta The Naked Truth; este álbum que contiene canciones como "Lighters Up", producida por su exnovio Scott Storch, o Whoa. Dicho disco vendió más de 2,7 millones a nivel mundial. Justo un día después de que el disco saliera a la venta Kim fue encarcelada. Tuvo problemas con la ley y acabó en la cárcel por su supuesta participación en un tiroteo allá por 2001. La cadena BET le dedicó varios episodios a ella convirtiéndose en las cosas más exitosas de la cadena. El programa, Lil Kim: Countdown to Lockdown, constaba de seis episodios, en el que se incluían videos musicales más otras cosas variadas sobre la artista.

### 9
Después de una década y medía esperando un nuevo álbum de Lil' Kim, se confirma la fecha de su quinto álbum de estudio titulado 9 el cual se publicó el 11 de octubre del 2019. Cuenta con sencillos como "Nasty One" y "Go Awff" además de tener un remix para Nasty One en colaboración con las raperas Stefflon Don, HoodCelebrityy y Kranium como sencillo promocional del álbum.

## Vida personal

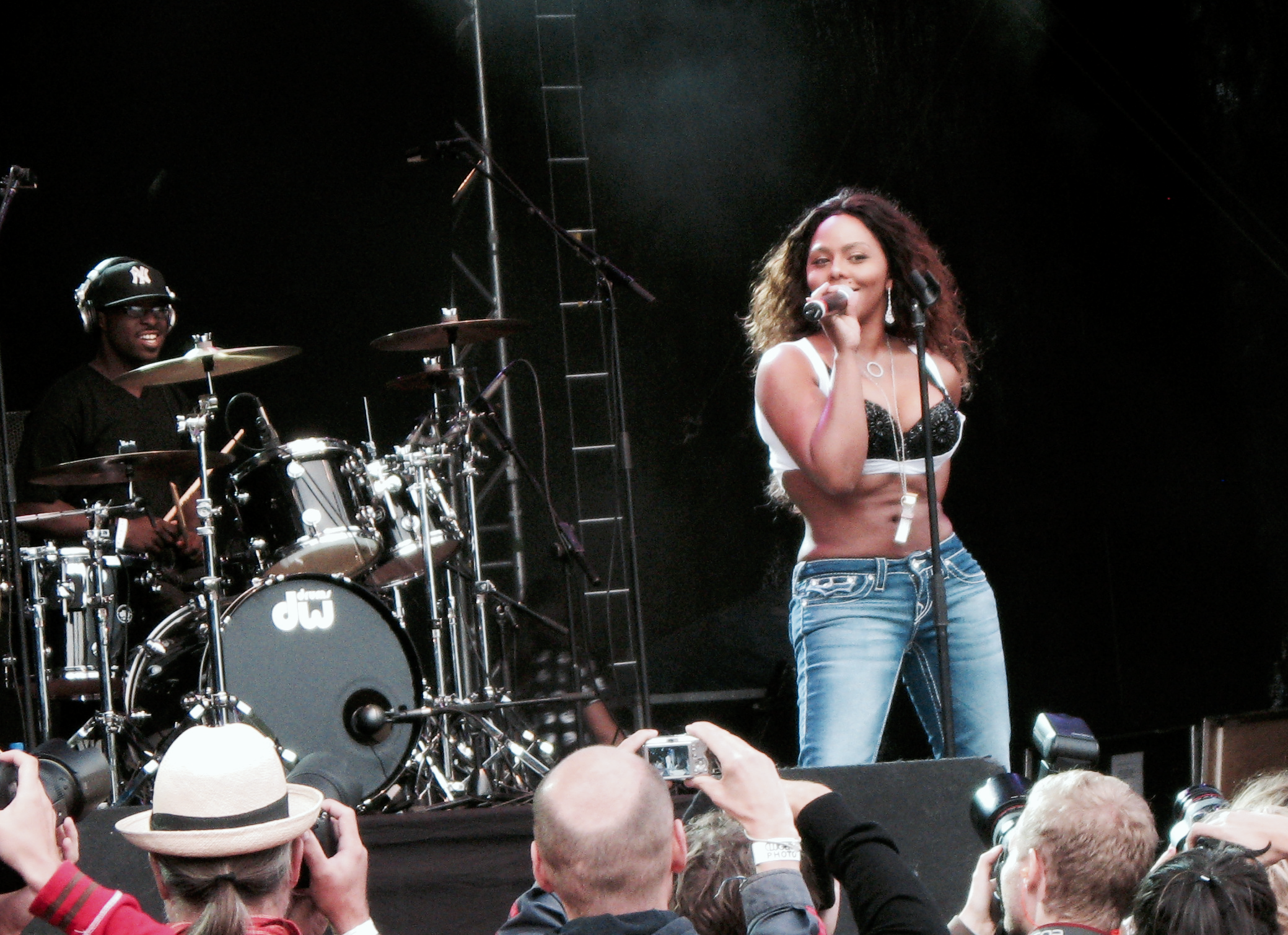
Lil' Kim actuando en 2008

El 9 de junio de 2014, Jones dio a luz a su hija, Royal Reign. Jones se identifica como cristiana.

## Discografía

### Álbumes de estudio
| Año  | Álbum | Posición | Posición | Posición | Posición | Posición | Posición |
| Año  | Álbum | U.S.     | U.S. R&B | UK       | GER      | SWI      |          |
| ---- | --- | -------- | -------- | -------- | -------- | -------- | -------- |
| 1996 | Hard Core - Primer álbum de estudio - Lanzado: 12 de noviembre de 1996 - Formatos: CD, descarga digital         | 11       | 3        | 116      | -        | -        |          |
| 2000 | The Notorious K.I.M. - Segundo álbum de estudio - Lanzado: 27 de junio de 2000 - Formatos: CD, descarga digital | 4        | 1        | 67       | 76       | 100      |          |
| 2003 | La Bella Mafia - Tercer álbum de estudio - Lanzado: 4 de marzo de 2003 - Formatos: CD, descarga digital         | 5        | 4        | 80       | 82       | 81       |          |
| 2005 | The Naked Truth - Cuarto álbum de estudio - Lanzado: 27 de septiembre de 2005 - Formatos: CD, descarga digital  | 6        | 3        | 80       | -        | -        |          |
| 2019 | 9 - Quinto álbum de estudio - Lanzado: 11 de octubre de 2019 - Formatos: CD, descarga digital                   |          |          |          |          |          |          |

### Mixtapes
| Título          | Datos del álbum                                                                                      |
| --------------- | --- |
| Ms. G.O.A.T.    | - Lanzamiento: 3 de junio de 2008 - Discográfica: Money Maker - Formatos: CD, descarga digital       |
| Black Friday    | - Lanzamiento: 14 de febrero de 2011 - Discográfica: I.R.S. Records - Formatos: CD, descarga digital |
| Hardcore 2K14   | - Lanzamiento: 11 de septiembre de 2014 - Discográfica: I.R.S. Records - Formatos: Digital           |
| Lil' Kim Season | - Lanzamiento: 28 de marzo de 2016 - Discográfica: I.R.S. Records - Formatos: Digital                |

### Sencillos
| Año  | Título                                                                                     | Posición | Posición | Posición | Posición | Posición | Álbum                 |
| Año  | Título                                                                                     | U.S.     | U.S. R&B | U.S. Rap | UK       | GER      | Álbum                 |
| ---- | ------------------------------------------------------------------------------------------ | -------- | -------- | -------- | -------- | -------- | --------------------- |
| 1996 | "No Time" (con Puff Daddy)                                                                 | 18       | 9        | 1        | 45       | -        | Hard Core             |
| 1997 | "Crush on You"                                                                             | 3        | 5        | 1        | 23       | -        | Hard Core             |
| 1997 | "Ladies Night (Not Tonight Remix)" (con Left Eye, Da Brat, Missy Elliott & Angie Martínez) | 6        | 3        | 1        | 11       | 99       | Hard Core             |
| 2000 | "No Matter What They Say"                                                                  | 60       | 15       | 6        | 35       | -        | The Notorious K.I.M.  |
| 2000 | "How Many Licks?" (con Sisqó)                                                              | 75       | 36       | 11       | -        | 38       | The Notorious K.I.M.  |
| 2000 | "Notorious K.I.M."                                                                         | 54       | 32       | 1        | -        | -        | The Notorious K.I.M.  |
| 2000 | "Hold On" (con Mary J. Blige)                                                              | 48       | 9        | 1        | -        | -        | The Notorious K.I.M.  |
| 2001 | "Lady Marmalade" (con Christina Aguilera, P!nk & Mýa)                                      | 1        | 43       | -        | 1        | 1        | Moulin Rouge!         |
| 2001 | "In the Air Tonite" (con Phil Collins)                                                     | -        | -        | -        | 26       | 3        | Urban Renewal         |
| 2002 | "Kimnotyze" (con DJ Tomekk & Trooper Da Don)                                               | —        | —        | —        | —        | 6        | Beat Of Life Vol. 1   |
| 2003 | "The Jump Off" (con Mr. Cheeks)                                                            | 16       | 2        | 1        | 16       | 78       | La Bella Mafia        |
| 2003 | "Magic Stick" (con 50 Cent)                                                                | 2        | 1        | 1        | 23       | -        | La Bella Mafia        |
| 2003 | "Thug Luv" (con Twista)                                                                    | -        | 60       | 14       | -        | -        | La Bella Mafia        |
| 2005 | "Lighters Up"                                                                              | 31       | 9        | 8        | 12       | 67       | The Naked Truth       |
| 2006 | "Whoa"                                                                                     | 104      | 30       | -        | 43       | -        | The Naked Truth       |
| 2009 | "Download" (con T-Pain & Charlie Wilson)                                                   | 109      | 21       | 16       | —        | —        | Independence Declared |
| 2018 | "Nasty One"                                                                                | —        | —        | —        | —        | —        | 9                     |
| 2019 | "Go Awff"                                                                                  | —        | —        | —        | —        | —        | 9                     |
| 2019 | "Found You" (con City Girls & O.T. Genasis)                                                | —        | —        | —        | —        | —        | 9                     |

### Colaboraciones
| Año  | Título                                                                                     | Posición | Posición | Posición | Posición | Posición | Álbum                                  |
| Año  | Título                                                                                     | U.S.     | U.S. R&B | U.S. Rap | UK       | GER      | Álbum                                  |
| ---- | ------------------------------------------------------------------------------------------ | -------- | -------- | -------- | -------- | -------- | -------------------------------------- |
| 1995 | "Player's Anthem" (Junior M.A.F.I.A. con Lil' Kim)                                         | 13       | 7        | 2        | —        | —        | Conspiracy                             |
| 1995 | "I Need You Tonight" (Junior M.A.F.I.A. con Lil' Kim & Aaliyah)                            | —        | 43       | 12       | —        | —        | Conspiracy                             |
| 1996 | "Get Money " (Junior M.A.F.I.A. con Lil' Kim)                                              | 17       | 4        | 1        | —        | —        | Conspiracy                             |
| 1997 | "I Can Love You" (Mary J. Blige con Lil' Kim)                                              | 28       | 2        | —        | —        | —        | Share My World                         |
| 1997 | "Hit Em wit da Hee" (Missy Elliott con Lil' Kim & Mocha)                                   | —        | 61       | —        | 24       | —        | Supa Dupa Fly                          |
| 1998 | "It's All about the Benjamins" (Puff Daddy con Lil' Kim, The LOX & The Notorious B.I.G.)   | 2        | 7        | 1        | —        | —        | No Way Out                             |
| 1998 | "Money, Power & Respect" (The LOX con Lil' Kim & DMX)                                      | 17       | 8        | 1        | —        | —        | Money, Power & Respect                 |
| 1999 | "Notorious B.I.G." (The Notorious B.I.G. con Lil' Kim & Puff Daddy)                        | 82       | 30       | —        | 16       | —        | Born Again                             |
| 1999 | "Quiet Storm" (Mobb Deep con Lil' Kim)                                                     | —        | 35       | 17       | —        | —        | Murda Muzik                            |
| 1999 | "Get Naked" (Methods of Mayhem con Fred Durst, George Clinton, Lil' Kim & Mix Master Mike) | —        | —        | —        | —        | —        | Methods of Mayhem                      |
| 1999 | "Da Butta" (Will Smith con Lil Kim)                                                        | —        | —        | —        | —        | —        | Willennium                             |
| 2000 | "Wait a Minute" (Ray J con Lil' Kim)                                                       | 30       | 8        | —        | 54       | 72       | This Ain't a Game                      |
| 2003 | "Can't Hold Us Down" (Christina Aguilera con Lil' Kim)                                     | 12       | —        | —        | 6        | 9        | Stripped                               |
| 2005 | "Sugar (Gimme Some)" (Trick Daddy con Lil' Kim, Ludacris & Cee-Lo)                         | 20       | 36       | 87       | —        | —        | Thug Matrimony: Married To The Streets |
| 2007 | "Let It Go" (Keyshia Cole con Lil' Kim & Missy Elliott)                                    | 7        | 1        | —        | —        | —        | Just Like You                          |
| 2008 | "Kimmy more" (Britney Spears con Lil' Kim)                                                 | —        | —        | —        | —        | 7        | Ms. G.O.A.T.                           |
| 2010 | "10 Date Commandments" (Am8er con Lil' Kim)                                                | —        | —        | —        | —        | —        | Strawberries and Kittens               |
| 2017 | ''I'm Better'' (Remix) (Missy Elliott, Eve, Trina con Lil' Kim)                            | —        | —        | —        | —        | —        |                                        |
| 2017 | ''Wake Me Up'' (Remy Ma con Lil' Kim)                                                      | 106      | 32       | —        | —        | —        | Seven Winters, Six Summers             |

## Filmografía
| Año  | Película                   | Papel               |
| ---- | -------------------------- | ------------------- |
| 1997 | Gangstresses               | Ella misma          |
| 1999 | She's All That             | Alex                |
| 2001 | Zoolander                  | Ella misma          |
| 2002 | Juwanna Mann               | Tina Parker         |
| 2003 | Those Who Walk in Darkness | Soledad             |
| 2003 | Gang of Roses              | Chastity            |
| 2004 | Nora's Hair Salon          | Ella misma          |
| 2004 | You Got Served             | Ella misma          |
| 2005 | Lil' Pimp                  | Sweet Chiffon (voz) |
| 2005 | There's a God on the Mic   | Ella misma          |
| 2008 | Superhero Movie            | La hija de Xavier   |

## DVD
- 2000: Best of Lil' Kim
- 2006: The Brooklyn Queen
- 2007: Life After Death: The Movie - Ten Years Later
- 2012: Black Friday